# Ken Hensley
Kenneth William David Hensley, detto Ken (Londra, 24 agosto 1945 – Agost, 4 novembre 2020), è stato un tastierista, polistrumentista, cantante e produttore discografico britannico, noto per essere stato membro della band Uriah Heep, band da lui fondata nel 1969.

## Biografia
Iniziò fin dall'adolescenza a studiare da autodidatta la chitarra. Nel 1965 fondò il gruppo The Gods nel quale suonò l'hammond. Del gruppo, oltre ai futuri Uriah Heep Lee Kerslake e Paul Newton, fecero parte anche Greg Lake ed il futuro Rolling Stones Mick Taylor.  Il gruppo di lì a poco si sciolse, ma dalle sue ceneri nascono i Toe Fat. Dopo un solo album ricevette la chiamata di Paul Newton ed entrò così negli Spice, che poco dopo cambiarono nome in Uriah Heep. Qui Hensley diventò ben presto il principale compositore. In questo periodo iniziò anche la sua carriera da solista. Nel 1980, dopo la realizzazione di Conquest, Hensley lasciò la band.
Il 2013 segnò un cambio di formazione nei Ken Hensley & Live Fire, con l'italiano Roberto Tiranti alla voce ed al basso. Il 7 ottobre 2013 uscì l'album Trouble.
Ken Hensley viene a mancare il 4 novembre 2020 in Spagna dopo una breve malattia, appena un mese e mezzo dopo l'amico e collega Lee Kerslake, batterista degli Heep.

## Discografia

### Con gli Uriah Heep

#### Album in studio
- 1970 - ...Very 'Eavy ...Very 'Umble
- 1971 - Salisbury
- 1971 - Look at Yourself
- 1972 - Demons & Wizards
- 1972 - The Magician's Birthday
- 1973 - Sweet Freedom
- 1974 - Wonderworld
- 1975 - Return to Fantasy
- 1976 - High and Mighty
- 1977 - Firefly
- 1977 - Innocent Victim
- 1978 - Fallen Angel
- 1980 - Conquest

#### Live
- 1973 - "Uriah Heep Live"
- 1986 - "Live at Shepperton '74"
- 1986 - "Live in Europe 1979"

### Solista
- 1973 - "Proud Words on a Dusty Shelf"
- 1975 - "Eager to Please"
- 1981 - "Free Spirit"
- 2004 - "The Wizard's Diary"
- 2006 - "Inside The Mystery"
- 2008 - "Blood On The Highway"

### Con i Visible Faith
- 1994 - "From Time to Time"
- 1999 - "A Glimpse of Glory"
- 2002 - "Running Blind"
- 2003 - "The Last Dance"

### Con i Blackfoot
- 1983 - "Siogo"
- 1984 - "Vertical Smiles"

### Con i The Gods
- 1968 - "Genesis"
- 1970 - "To Samuel a Son"

### Con gli Weed
- 1971 - "Weed...!"